# Alphons Diepenbrock
Alphonsus Johannes Maria Diepenbrock (né le 2 septembre 1862 à Amsterdam – mort le 5 avril 1921 dans la même ville) est un compositeur, essayiste et classiciste néerlandais.

## Vie et œuvre
Diepenbrock n'a pas reçu d'éducation musicale. Élevé dans une riche famille catholique, il était destiné à étudier à l'université malgré les talents musicaux qu'il avait montrés dès son jeune âge. Il étudia les lettres classiques à l'Université d'Amsterdam, obtenant son doctorat cum laude en 1888, en présentant une dissertation en latin sur la vie de Sénèque. La même année, il devint professeur, profession qu'il exerça jusqu'en 1894, date à laquelle il choisit de se consacrer à la musique. Son activité de compositeur a été entièrement autodidacte.
Il créa une langue musicale qui, d'une façon très personnelle, combina la polyphonie du XVIe siècle avec le chromatisme wagnérien, auxquels il ajouta plus tardivement un raffinement impressionniste qu'il découvrit dans la musique de Claude Debussy.
Sa production musicale, essentiellement consacrée à la musique vocale, se distingue par la grande qualité des textes qu'il a utilisés. Mis à part les sources provenant du théâtre grec antique et de la liturgie en langue latine, il s'inspira de Goethe, Novalis, Vondel, Brentano, Hölderlin, Heine, Nietzsche, Baudelaire et Verlaine.
Il dirigea également de nombreuses œuvres de ses contemporains, dont la Symphonie nº 4 de Mahler (au Concertgebouw), ainsi que des œuvres de Fauré et Debussy.
Au cours de sa vie, Diepenbrock conserva un intérêt pour une sphère culturelle plus large, continuant à enseigner les lettres classiques et à publier des travaux sur la littérature, la peinture, la politique, la philosophie et la religion. En effet, de son vivant ses qualités musicales furent négligées. Il fut cependant une figure respectée dans les milieux musicaux, et compta parmi ses amis Gustav Mahler, Richard Strauss et Arnold Schönberg.

## Œuvres (sélection)

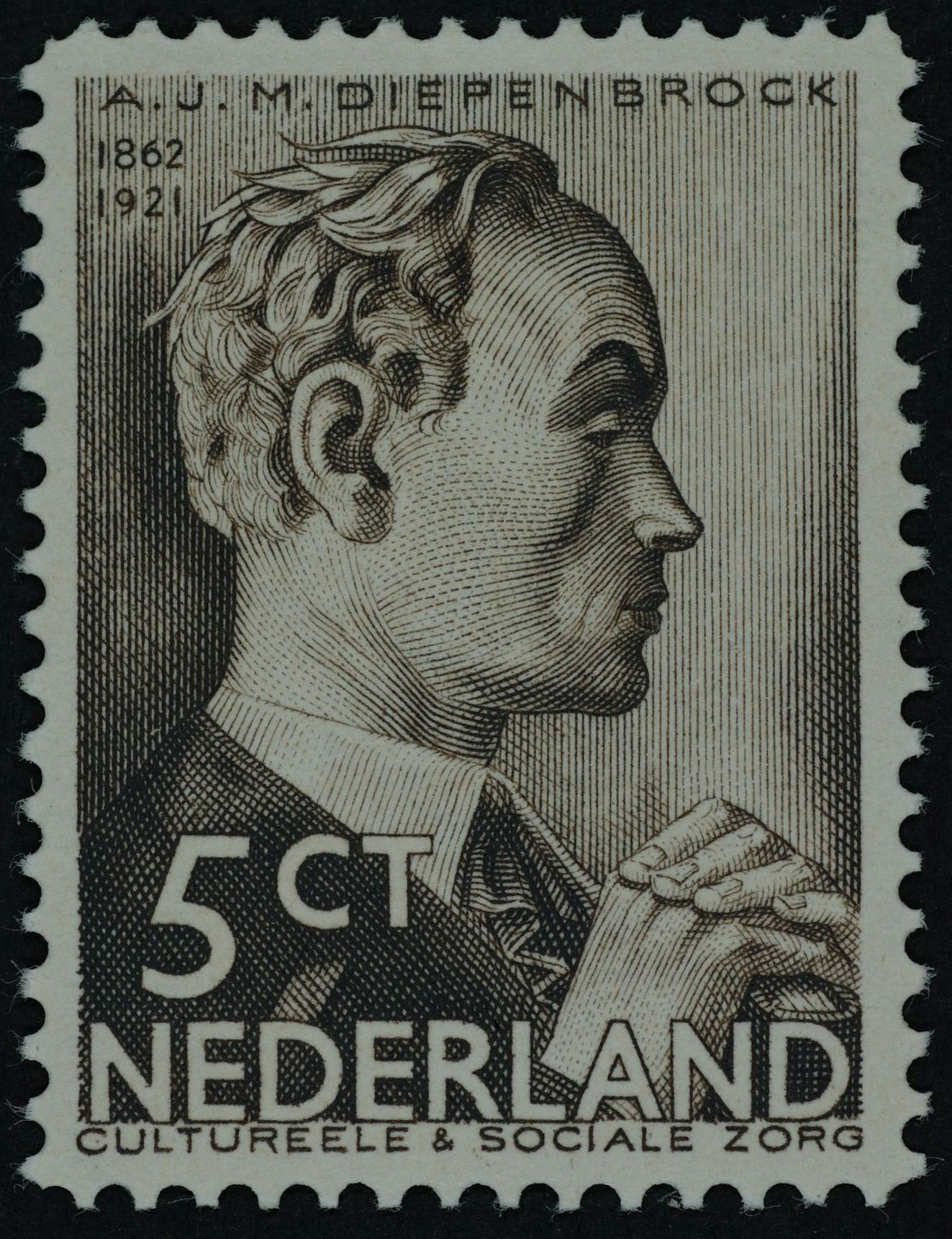
Timbre néerlandais émis en 1935.

- Missa in die festo (1891), pour chœur d'hommes et orgue
- Te Deum (1897), pour chœur mixte et orchestre
- Ik ben in eenzaamheid niet meer alleen (1898),
- Hymne an die Nacht (1899), lied symphonique sur un poème de Novalis
- Vondels vaart naar Agrippine (1903), lied symphonique sur un poème de Joseph Alberdingk Thijm
- Im Grossen Schweigen  (1906), lied symphonique pour baryton et orchestre, sur un poème Friedrich Nietzsche
- Die Nacht (1911),
- Marsyas (1910), musique de scène pour la comédie de Balthasar Verhagen
- Gijsbreght van Aemstel (1912), musique de scène pour le drame de Joost van den Vondel
- De Vogels (1917), musique de scène pour Les Oiseaux d'Aristophane
- Elektra (1920), musique de scène pour le drame de Sophocle
- Berceuse héroïque, orchestration de l'œuvre de Claude Debussy (1916)